# Yege (sockenhuvudort i Kina, Qinghai Sheng, lat 34,58, long 95,34)
Yege (kinesiska: 叶格, 叶格乡, 加青松多) är en sockenhuvudort i Kina. Den ligger i provinsen Qinghai, i den nordvästra delen av landet, omkring 620 kilometer väster om provinshuvudstaden Xining. Antalet invånare är 2 664. Befolkningen består av 1 294 kvinnor och 1 370 män. Barn under 15 år utgör 35 %, vuxna 15-64 år 60 %, och äldre över 65 år 4,0 %.
Trakten runt Yege är nära nog obefolkad, med mindre än två invånare per kvadratkilometer. Trakten runt Yege består i huvudsak av gräsmarker.